# Niilo Halonen
Niilo Halonen (Kouvola, Finlandia; 25 de diciembre de 1940 – 17 de agosto de 2025) fue un esquiador finlandés especialista en salto de esquí.

## Carrera
A nivel de Juegos Olímpicos de Invierno participó en dos ediciones, la primera de ellas fue el Squaw Valley 1960 donde ganó la medalla de plata en donde solo fue superado por Helmut Recknagel del Equipo Alemán Unificado, mientras que Otto Leodoter de Austria ganó la medalla de bronce.
Su segunda aparición fue en Innsbruck 1964 donde en la modalidad normal terminó en la posición 16 entre 54 participantes, mientras que en la versión extendida terminó en la posición 14 entre 52 participantes.
A nivel de copa mundial ganó la medalla de plata en 1960 en Squaw Valley y dos años después ganó la medalla de bronce en Zakopane en la modalidad extendida.